# Reijo Mäki
Reijo Juhani Mäki, né le 12 octobre 1958 à Siikainen, dans la province de la Finlande occidentale, est un écrivain finlandais, auteur de nombreux romans policiers.

## Biographie
Il publie son premier roman en 1985. Il n'accède toutefois à la notoriété que l'année suivante grâce au roman policier Moukanpeli, où apparaît pour la première fois le détective privé Jussi Vares, dont toutes les enquêtes se déroulent dans la ville portuaire de Turku et dans la lugubre prison Kakola, un établissement à sécurité maximale, désaffectée en 2007. Plusieurs titres de cette série policière ont été adaptés au cinéma. L'acteur Juha Veijonen incarne le détective Vares dans les deux premiers films, avant d'être remplacé par Antti Reini.

## Œuvres

### Romans

#### Série policièreJussi Vares
- (fi) Moukanpeli, Hämeenlinna, Karisto, 1986 (ISBN 951-23-2308-7)
- (fi) Satakieli lauloi yöllä, Espoo, Weilin+Göös, 1987 (ISBN 951-35-4171-1)
- (fi) Marraskuu on musta hauta, Jyväskylä, Helsinki, Gummerus, 1988 (ISBN 951-20-3279-1)
- (fi) Sukkanauhakäärme, Helsinki, Otava, 1989 (ISBN 951-1-10621-X)
- (fi) Jäätynyt enkeli, Helsinki, Otava, 1990 (ISBN 951-1-11401-8)
- (fi) Kuoleman kapellimestari, Helsinki, Otava, 1991 (ISBN 951-1-11813-7)
- (fi) Vares ja kaidan tien kulkijat, Hyvinkää, Book Studio, 1992 (ISBN 951-611-519-5)
- (fi) Enkelit kanssasi, Helsinki, Otava, 1995 (ISBN 951-1-13830-8)
- (fi) Pimeyden tango, Helsinki, Otava, 1997 (ISBN 951-1-14985-7)
- (fi) Pahan suudelma, Helsinki, Otava, 1998 (ISBN 951-1-15543-1)
- (fi) Keltainen leski, Helsinki, Otava, 1999 (ISBN 951-1-16246-2)
- (fi) Mullan maku, Helsinki, Otava, 2000 (ISBN 951-1-16867-3)
- (fi) Kolmastoista yö, Helsinki, Otava, 2001 (ISBN 951-1-17595-5)
- (fi) Black Jack, Helsinki, Otava, 2003 (ISBN 951-1-18882-8)
- (fi) Huhtikuun tytöt, Helsinki, Otava, 2004 (ISBN 951-571-037-5)
- (fi) Nuoruustango, Helsinki, Otava, 2005 (ISBN 951-1-20486-6)
- (fi) Hard luck cafe, Helsinki, Otava, 2006 (ISBN 951-1-21157-9)
- (fi) Uhkapelimerkki, Helsinki, Otava, 2007 (ISBN 978-951-1-22088-6)
- (fi) Lännen mies, Helsinki, Otava, 2008 (ISBN 978-951-1-23036-6)
- (fi) Valkovenäläinen, Helsinki, Otava, 2009 (ISBN 978-951-1-23834-8)
- (fi) Kolmijalkainen mies, Helsinki, Otava, 2010 (ISBN 978-951-1-24360-1)
- (fi) Mustasiipi, Helsinki, Otava, 2011 (ISBN 978-951-1-25495-9)
- (fi) Sheriffi, Helsinki, Otava, 2012 (ISBN 978-951-1-26321-0)
- (fi) Intiaani, Helsinki, Otava, 2013 (ISBN 978-951-1-27390-5)
- (fi) Cowboy, Helsinki, Otava, 2014 (ISBN 978-951-1-28217-4)
- (fi) Tulivuori, Helsinki, Otava, 2015 (ISBN 978-951-1-29066-7)

#### Autres romans
- (fi) Enkelipölyä, Hämeenlinna, Karisto, 1985 (ISBN 951-23-2221-8)
- (fi) Liian kaunis tyttö, Helsinki, Otava, 1993 (ISBN 951-1-12752-7)
- (fi) Rahan kääntöpiiri, Helsinki, Otava, 1994 (ISBN 951-1-13124-9)
- (fi) Kruunun vasikka, Helsinki, Otava, 1994 (ISBN 951-1-13361-6)
- (fi) Tatuoitu taivas, Helsinki, Otava, 1996 (ISBN 951-1-14362-X)
- (fi) Aito turkki, Helsinki, Otava, 2001 (ISBN 951-1-17286-7)
- (fi) Pitkä lounas, Helsinki, Otava, 2002 (ISBN 951-1-18274-9)
- (fi) Ehtookellot, Helsinki, Otava, 2007 (ISBN 978-951-1-21807-4)
- (fi) Sahanpururevolveri, Helsinki, Otava, 2013 (ISBN 978-951-1-26927-4)
- (fi) Slussen, Helsinki, Otava, 2016 (ISBN 978-951-1-29183-1)

### Autres publications
- (fi) Jussi Vareksen drinkkiopas, Helsinki, Otava, 2003, 100 p. (ISBN 951-1-18639-6)
- (fi) Vareksen vaeltava viisaus, Helsinki, Otava, 2008 (ISBN 978-951-1-22625-3)
- (fi) Yhden tähden mies, Helsinki, Otava, 2009 (ISBN 978-951-1-23641-2)
- (fi) Vareksen Turku, Helsinki, Otava, 2009 (ISBN 978-951-1-23283-4)

### Nouvelles publiées dans la presse
- Rankka päivä muumilaaksossa. Ruumiin kulttuuri (fi) 1993:3, p. 23–26.
- Rakkauden jälkeen. Image 1995/1, p. 78–79.
- Vares ja joulun ihme, Vappuneekeri (fi) 1997, p. 19–21
- Rotta näyttää hampaitaan, Jussi Vares. Hymy juin 1997, p. 44–52
- Kaukolinjakuskin kaunopuheisuus. Satakunnan Kansa (fi) 17.10.1998.
- Satunnainen suojelusenkeli Jussi Vares. Hymy, juin 1999, p. 48–59.
- Kiirettä pitää konttorissa. Talouselämä (fi) nr 24/2000, 22.6.2000.

## Prix
- Prix Vuoden johtolanka, 2013